# Tiagabina
Tiagabina é uma droga antiepiléptica indicada como terapia adjuvante em pacientes com crises parciais. Seu mecanismo de ação consiste no bloqueio da recaptação do GABA. Os ensaios clínicos apontam para a eficácia da droga contra crises parciais e tônico-clônicas generalizadas, com doses em torno de 16-48 mg/dia. O fármaco tem meia-vida de 5-8 horas, decrescendo para 2 a 3 horas com a administração concomitante de outras drogas antiepilépticas. É dada 3 a 4 vezes ao dia. Seus efeitos colaterais mais comuns são tontura, astenia, sonolência, náusea, nervosismo, tremor, dor abdominal e problemas cognitivos.